# Île Pedro Montt
Ne doit pas être confondu avec Île Jorge Montt.
L'île Pedro Montt (en espagnol : Isla Pedro Montt) est une île inhabitée de l'archipel de la Reine Adélaïde, au sud du Chili. Elle est administrativement rattachée à la région de Magallanes et de l'Antarctique chilien, en Patagonie chilienne ; elle fait partie de la réserve nationale Alacalufes.

## Géographie

### Situation
L'île Pedro Montt est située à l'est de l'île Cochrane, dont elle est séparée par le canal Pacheco (es), au sud-est de l'île Barros Arana, au sud-ouest des îles Muñoz (ceb) et Baverstock (ceb) dans le canal Viel (es) et au nord de l'île Manuel Rodríguez en quasi-connexion avec cette dernière.

### Caractéristiques physiques
C'est l'une des plus vastes îles de l'archipel de la Reine Adélaïde : elle mesure environ 15 milles dans sa plus grande longueur de direction NW-SE ; elle a une superficie de 265,3 kilomètres carrés.
Ses côtes sont découpées et généralement formées de falaises abruptes. L'île possède plusieurs pics élevés constituant des repères pour la navigation ; du côté du canal Viel (es) : le pico Ejército (867 m), le monte Condell (646 m), le monte Bello 750 m, le Roble (738 m) et le monte Aguirre (701 m) ; du côté du canal Pacheco (es) : le monte Lopetegui (891 m) , le monte O'Brien (754 m) et le Galvarino ((683 m).

### Canaux limitrophes et abris côtiers
| L'île est entourée par les canaux patagoniens suivant : - au nord, les canaux Virgenes, Molinas (es) et Viel (es) - à l'est, les canaux Hernández (ceb) et Gray (ceb) - au sud, le canal Bambach (es), - à l'ouest, le canal Pacheco (es). |

La baie (bahía) Hernández, face au canal du même nom, et le port (puerto) Bello, face au canal Gray, constituent des abris sommaires pour les petites embarcations.

## Géologie
Comme l'ensemble de l'archipel de la Reine Adélaïde, l'île Pedro Montt est constituée de roches tertiaires. Ce sont principalement des roches ignées, façonnées par les épisodes glaciaires ultérieurs.

## Histoire
Cette île a été nommée en l'honneur de Pedro Montt (1889-1910), président du Chili de 1906 à 1910.